# Реестр владельцев именных ценных бумаг
Рее́стр владе́льцев именны́х це́нных бума́г — совокупность данных, зафиксированных на бумажном носителе и (или) с использованием электронной базы данных, которая обеспечивает идентификацию зарегистрированных лиц, удостоверение прав на ценные бумаги, учитываемые на лицевых счетах зарегистрированных лиц, а также позволяет получать и направлять информацию зарегистрированным лицам. (Постановление Федеральной комиссии по рынку ценных бумаг от 2 октября 1997 г. N 27)
До 1 октября 2014 (то есть в течение года после вступления в силу Федерального закона от 02.07.2013 № 142-ФЗ) держателем реестра, то есть лицом, осуществляющим внесение данных в реестр, а также предоставляющим сведения из него, мог быть эмитент, самостоятельно ведущий свой реестр, если количество владельцев ценных бумаг не превышало пятидесяти или регистратор, оказывающий эмитенту услуги по ведению реестра владельцев именных ценных бумаг. После 1 октября 2014 года держателем реестра владельцев ценных бумаг может быть только регистратор (то есть лицо, имеющее предусмотренную законом лицензию).
Ведение реестра может осуществляться как на бумажном носителе, так и с использованием электронной базы данных. В настоящее время существуют многочисленные специализированные программные комплексы для автоматизированного ведения реестра акционеров.
В реестре хранится информация о владельцах ценных бумаг, о номинальных держателях, об обременениях ценных бумаг, типах акций и их количестве, а также иная информация.
В связи с тем, что реестр представляет собой совокупность данных, хранящихся в разных документах, деятельность по ведению реестра включает в себя ведение журнала входящий/исходящей документации, ведение лицевых счетов зарегистрированных лиц, ведение регистрационного журнала о проведенных операциях, ведение журнала учета выданных, погашенных и утраченных сертификатов на ценные бумаги, хранение и учет документов, являющихся основанием для внесения записей в реестр.
Надзор за деятельностью по ведению реестра акционеров осуществляет Банк России.
Статьями 15.17 — 15.19, 15.22, 15.23 Кодекса РФ об Административных нарушениях предусмотрена ответственность за отдельные нарушения, возникающие при ненадлежащем ведении реестра акционеров.